# Кочани Оркестър
„Кочани Оркестър“ (на македонска литературна норма: Кочани Оркестар) е сред най-известните балкански духови оркестри в Северна Македония и света. Съставен е от десетина цигани, по произход от Кочани, Северна Македония.
Сформиран е в Кочани около 1913 година под името Дувачки Оркестър. По-късно внукът на създателя, Наат Велиов оглавява бандата. Оркестърът под името Кочани Оркестър получава широка известност, като музиката им се разпространява и на запад с участието им в саундтрака на филма на Емир Кустурица „Ъндърграунд“. В 2006 година елитното музикално списание „Ролинг Стоун“ пише положително ревю за албума L'Orient Est Rouge на Кочани Оркетър.

## Дискография
- A Gypsy Brass Band (1995)
- L'Orient Est Rouge (1998)
- Gypsy Mambo (1999)
- Cigance (2001)
- Ulixes (2001) с италианския ансамбъл Хармония
- Alone At My Wedding (2002)
- The Ravished Bride (2008)